# Let It Shine
Let It Shine – amerykański film Disney Channel Original Movies. Pojawił się 15 czerwca 2012 w USA na kanale Disney Channel, zaś w Polsce 8 września tego samego roku.

## Fabuła
Film opowiada o 16-letnim Cyrus DeBarge, początkującemu wokaliście, któremu brakuje pewności siebie na scenie, ponieważ po wydaniu jego nowej raperskiej piosenki próbuje zdobyć miłość Roxanne Andrews. Po tym, jak jego kapryśny najlepszy przyjaciel, Kris McDuffy bierze udział w konkursie piosenki, zostaje błędnie wybrany laureatem. W obawie przed szeroką publicznością Cyrus panikuje. Wkrótce jednak okazuje się, że Roxanne podkochuje się w Cyrusie.

## Obsada
- Tyler James Williams jako Cyrus DeBarge
- Coco Jones jako Roxanne Andrews
- Trevor Jackson jako Kris McDuffy
- Brandon Mychal Smith jako pan Da Bling
- Nicole Sullivan jako Lyla
- Courtney B. Vance jako Jacob DeBarge
- Dawnn Lewis jako Gail DeBarge
- Steven T. Allen jako DJ klubu
- Toochukwu T.C. Anyachonkeya jako Hipster Klubu
- Tamara Arias jako Florida Ortiz
- Jasmine Burke jako Ebony Wright
- Cabrenna H Burks jako uczestniczka koncertu
- David Martyn Conley jako menadżer
- Elizabeth da Costa jako kobieta z klubu
- Joshua Andrew Davies jako Hipster Klubu
- Alex Désert jako Levi
- Brandin Jenkins jako dziecko z chóru
- Aderia Johnson jako kelnerka klubu
- Briana Johnson jako dziewczyna
- King jako koleś hipster
- Kelsey McDonald jako kobiecy wykonawczyni
- Robert Bryce Milburn jako Hipster z klubu
- Abbey Moody jako tancerz
- Shay Roundtree jako mistrz ceremonii
- Jerrod Royster jako tancerz
- Algee Smith jako Da Boss
- Gabrielle Stein jako kobieta z tłumu
- Nickolas Wolf jako towarzysz z kościoła

## Polski dubbing
Wersja polska: SDI Media Polska

Wystąpili:
- Michał Podsiadło – Cyrus "Truth" DeBarge
- Franciszek Rudziński – Kris McDuffy
- Zofia Zborowska – Roxanne "Roxie" Andrews
- Jacek Król – Pastor Jacob DeBarge
- Anna Sroka-Hryń – Gail DeBarge
- Izabella Bukowska-Chądzyńska – Lyla
- Jakub Molęda – Bling
- Janusz Chabior
- Joanna Pach-Żbikowska
- Olga Omeljaniec
- Sebastian Cybulski
- Tomasz Jarosz
- Katarzyna Ankudowicz
- Karol Wróblewski
- Mikołaj Klimek
- Agnieszka Marek

## Ścieżka dźwiękowa
W filmie znajduje się 12 oryginalnych utworów przez uznanych producentów muzycznych/kompozytorów/wykonawców, które zostały przeniesione na soundtrack.
- 1. "Make a Joyful Noise"
- 2. "Tonight’s the Night"
- 4. "Don't Run Away"
- 5. "What I Said"
- 6. "You Belong to Me"
- 7. "Guardian Angel"
- 8. "Around the Block"
- 9. "Good to be Home"
- 10. "Who I’m Gonna Be"
- 11. "Me and You"
- 12. "Moment of Truth"
- 13. "Let It Shine"
- 14. "Self Defeat"